# Mendidaphodius leleupi
Mendidaphodius leleupi är en skalbaggsart som beskrevs av S. Endrödi 1960. Mendidaphodius leleupi ingår i släktet Mendidaphodius och familjen Aphodiidae. Inga underarter finns listade i Catalogue of Life.